# Liste der Monuments historiques in Ars-sur-Formans
Die Liste der Monuments historiques in Ars-sur-Formans führt die Monuments historiques in der französischen Gemeinde Ars-sur-Formans auf.

## Liste der Bauwerke
| Bezeichnung             | Beschreibung                  | Standort | Kennzeichnung | Schutzstatus | Datum | Bild           |
| ----------------------- | ----------------------------- | -------- | ------------- | ------------ | ----- | -------------- |
| Basilika St-Sixte d’Ars | Erbaut im 12. Jahrhundert     | (Lage)   | PA00116294    | Classé       | 1982  | weitere Bilder |
| Pfarrhaus               | Erbaut im 18./19. Jahrhundert | (Lage)   | PA00116295    | Inscrit      | 1966  | weitere Bilder |

## Liste der Objekte

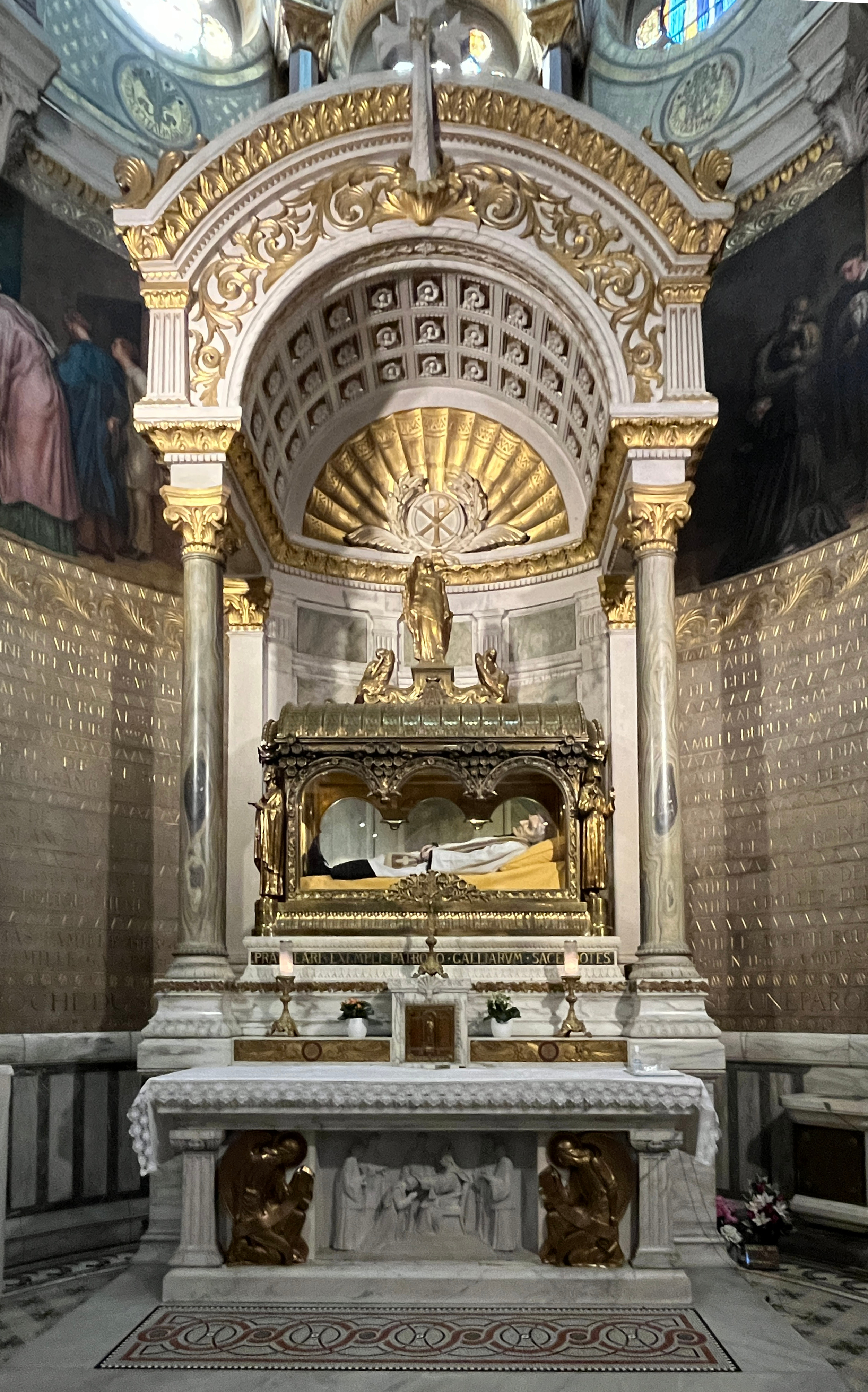
Retabel mit Reliquienschrein in der Basilika St-Sixte

- Monuments historiques (Objekte) in Ars-sur-Formans in der Base Palissy des französischen Kultusministeriums